# 筒戸

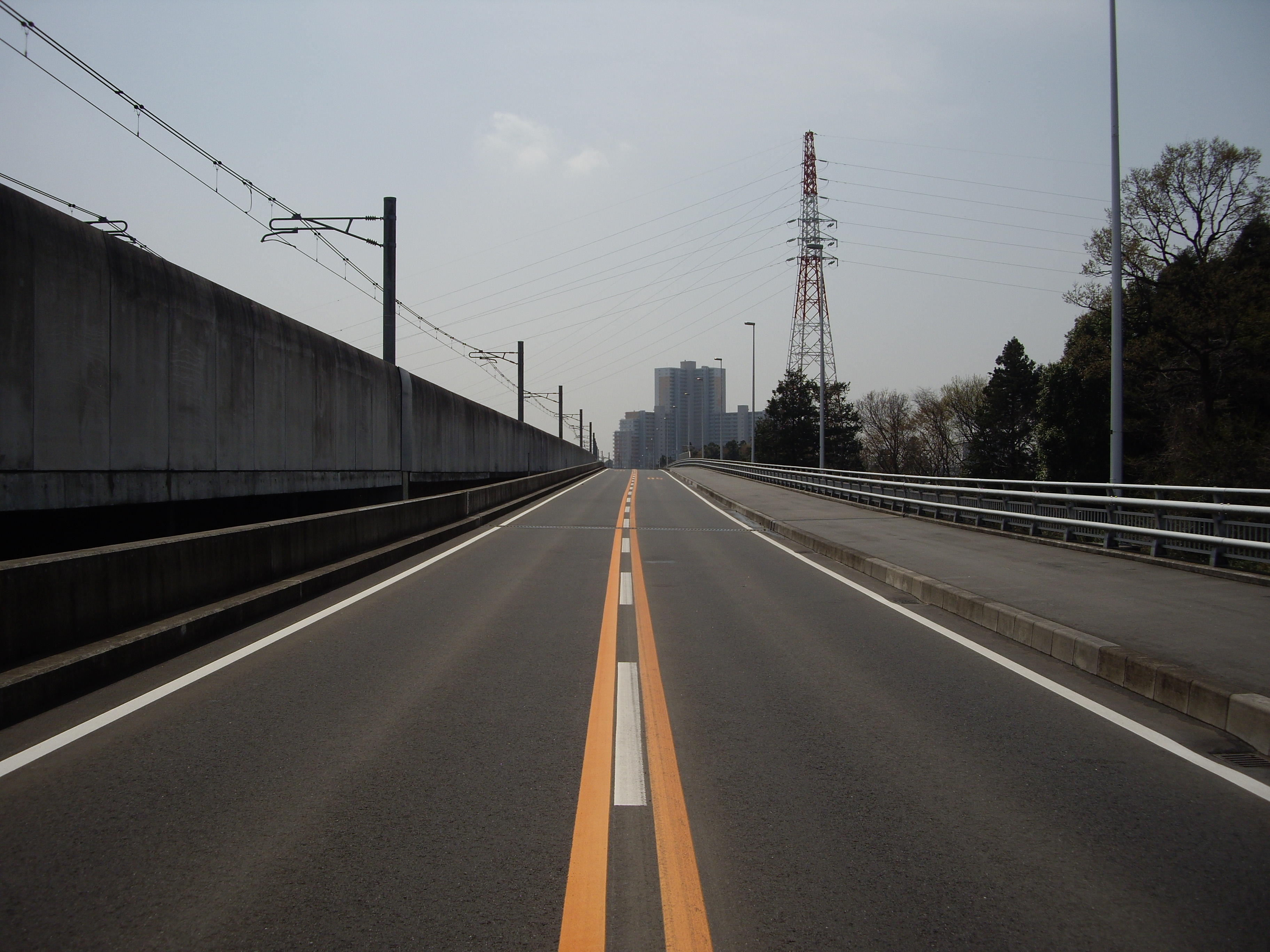
もりやみらい橋

筒戸（つつど）は、茨城県つくばみらい市の地名。郵便番号は300-2435。
　

## 地理
つくばみらい市の西部に位置し、地域内を国道294号、都市軸道路、常磐自動車道、関東鉄道常総線が通る。南部は新守谷駅に近接しており、北部は小絹駅に隣接している。特に小絹駅に近い北部では住宅開発が盛んに行われ、新興住宅地となっている。地域内に常磐自動車道谷和原IC・もりやみらい橋・小貝川橋、つくばエクスプレス総合基地がある。
東は青木・小貝川を挟んで鬼長・下小目、西は絹の台、南は守谷市赤法花・御所ケ丘・松並、北は小絹・杉下と接している。常総ニュータウン北守谷、絹の台が隣接する。

### 地価
住宅地の地価は、2017年（平成29年）1月1日の公示地価によれば、筒戸字諏訪2025番13の地点で2万6800円/m2となっている。

## 歴史

### 沿革
- 1593年（文禄2年）　下総国相馬郡筒戸村北部が上筒戸村（現:杉下）として分村[4]。
- 1634年（寛永11年）　小貝川流域開発により小貝川左岸となった地域を川崎村（現:川崎）・鬼長村（現:鬼長）として分村[4]。
- 1869年（明治2年） 葛飾県相馬郡筒戸村となる。
- 1871年（明治4年） 廃藩置県により印旛県相馬郡筒戸村となる。
- 1873年（明治6年）　県の統合により千葉県相馬郡筒戸村となる。
- 1875年（明治8年）　境界変更により千葉県から茨城県に移管。茨城県相馬郡筒戸村となる。
- 1878年（明治11年）　相馬郡が、南相馬郡と北相馬郡に分離し、北相馬郡筒戸村となる。また、12月に御出子村を編入[4]。
- 1889年（明治22年）　北相馬郡新宿村、杉下村、寺畑村、平沼村、細代村と合併し、北相馬郡小絹村大字筒戸となる。
- 1955年（昭和30年）3月1日　筑波郡谷原村・十和村・福岡村と合併し、筑波郡谷和原村大字筒戸となる。
- 1988年（平成元年）
- 2006年（平成18年）3月27日　筑波郡伊奈町と合併・市制施行し、つくばみらい市筒戸となる。
- 2010年（平成22年）3月25日 午後3時に都市軸道路が開通。地域内にあるもりやみらい橋が供用開始。

## 町名の変遷
| 実施後     | 実施年月日 | 実施前（各地名とも全域） |
| ---------- | ---------- | ------------------------ |
| 筒戸（村） | 1878年12月 | 筒戸（村）、御出子（村） |

## 世帯数と人口
2017年（平成29年）8月1日現在の世帯数と人口は以下の通りである。
| 大字 | 世帯数  | 人口    |
| ---- | ------- | ------- |
| 筒戸 | 895世帯 | 2,364人 |

## 小・中学校の学区
市立小・中学校に通う場合、学区は以下の通りとなる。
| 番地 | 小学校     | 中学校     |
| ---- | ---------- | ---------- |
| 全域 | 小絹小学校 | 小絹中学校 |

## 交通

### 鉄道
- つくばエクスプレス総合基地

### 道路
- 都市軸道路
  - もりやみらい橋
- 常磐自動車道
  - 谷和原IC
  - 小貝川橋

## 施設
- レクサス守谷